# Skalstjärnen (Kalls socken, Jämtland, 705128-136551)
Skalstjärnen är en sjö i Åre kommun i Jämtland och ingår i Indalsälvens huvudavrinningsområde.